# Mujeres artistas en España en el siglo XIX
Las Mujeres artistas en España en el siglo XIX es una recopilación de datos sobre pintoras españolas de diferentes géneros pictóricos que estuvieron en activo en el siglo XIX. A pesar de las limitaciones sociales que sufrieron, muchas de ellas participaron en exposiciones nacionales e internacionales, fueron Premios Nacionales y otras fueron nombradas Académicas de Bellas Artes.

## Historia
La historiadora Matilde Torres publicó en el año 2009 el libro Diccionario de mujeres pintoras en Andalucía, siglo XIX. En él, enumera más de ochocientas artistas que expusieron solo en la región. De este dato se deduce que en España debieron exponer, al menos en una ocasión, miles de artistas. Durante aquel período algunas pintoras fueron reconocidas como académicas en las Reales Academias de Bellas Artes, estudiaron de manera oficial y extraoficial, fueron becadas, ampliaron su formación en París, tuvieron éxito de público y de mercado e incluso se integraron en asociaciones y exposiciones feministas. También en las últimas décadas del siglo XIX ejercieron decenas de fotógrafas en España.
Generalmente fueron tildadas de “aficionadas” según ha sido publicado por Asunción Cardona Suanzes (2020) en “Aficionadas, pintoras y miniaturistas en la España de la primera mitad del siglo XIX, en González Navarro, Carlos (ed.) (2020, Invitadas. Fragmentos sobre mujeres, ideología y artes plásticas en España (1833-1931). Madrid, Museo del Prado. El catálogo de esta exposición ha sido una parte de la fuente de documentación para la obtención de los datos de este artículo y sus autores han sido citados en los párrafos correspondientes.

## Formación
Las mujeres españolas tuvieron graves impedimentos para acceder a la formación en general y, en especial, al aprendizaje en el campo de las artes. Durante el siglo XIX a las mujeres les fue negado su acceso al aprendizaje en la Academia de Bellas Artes, salvo excepciones y mediante petición de permiso especial. Se las excluía de las clases de dibujo del natural, anatomía, composición y colorido. Sin embargo, en 1819 se inauguraron en Madrid la Escuela de dibujo y adorno para niñas, dependientes de la Academia, en sus establecimientos en el convento de la Merced y en la calle Fuencarral, en horario vespertino. Pero solo permaneció abierta hasta 1854.
A pesar de ello, María Cristina de Borbón otorgó en 1836 una pensión de estudios a la pintora y académica de mérito María Dolores Velasco Saavedra (act. 1833-1849). Durante la Regencia se produjo una reducción de nombramientos de académicas de mérito (que se venían produciendo desde las últimas décadas del siglo XVIII) pero, en cambio, el perfil de todas ellas fue el de pintoras con una perspectiva profesional. Por Real Decreto de 12 de abril de 1850, Emilia Carmena Monaldi (1823-1900) fue nombrada pintora honoraria de la Real Cámara de su Majestad Isabel II. [Cardona Suanzes, Asunción (2020), “Aficionadas, pintoras y miniaturistas en la España de la primera mitad del siglo XIX, en González Navarro, Carlos (ed.) (2020, Invitadas. Fragmentos sobre mujeres, ideología y artes plásticas en España (1833-1931). Madrid, Museo del Prado, p. 263].
Fuera de la enseñanza oficial, quedaban otras vías para el aprendizaje. El Museo del Prado conserva una gran parte de los libros de registro de visitantes y copistas correspondientes a la época isabelina, de 1843 a 1868. Estos libros evidencian el aumento de la presencia femenina en sus salas en los años cuarenta del siglo XIX. En cambio, en la década siguiente disminuyó su afluencia, como copistas y también como visitantes. Entre los años 1873 y 1881, el museo concedió cincuenta permisos a las «señoritas», frente a los quinientos cincuenta concedidos a los «varones»». [Sánchez del Peral y López, Juan Ramón (2020), “Las señoras ‘copiantas’. Mujeres con pinceles en el Museo del Prado del siglo XIX”, en González Navarro, Carlos (ed.) (2020, Invitadas. Fragmentos sobre mujeres, ideología y artes plásticas en España (1833-1931). Madrid, Museo del Prado, pp. 288-303].
Conviene tener en cuenta el contexto histórico. En 1870, solo el 19% de la población femenina sabía leer en España. Aquel año Fernando de Castro fundó en Madrid la Asociación para la Enseñanza de la Mujer, que Francisco Giner de los Ríos asimiló y continuó en la Institución Libre de Enseñanza, convencido de la importancia de una educación de las jóvenes en igualdad con la de los hombres. En 1874, la artista Adela Ginés en sus Apuntes para un álbum del bello sexo, 1874, dirigidos a las jóvenes, afirmó: «No domina otra idea en nuestra raza que la de formar mujeres para la casa».
Algunas pertenecían a familias de artistas, en cuyo seno tenían la oportunidad de aprender con ellos. Las que provenían de un entorno familiar acomodado, se formaban con pintores de mayor o menor renombre. Vicente López Portaña tuvo varias alumnas, entre ellas la reina Isabel de Braganza y su hermana Francisca de Asís, y formó a la miniaturista Teresa Nicolau Parody y a la pintora María Micaela Nesbitt (1801-post 1840). La marquesa de Bóveda de Limia, María Josefa Miranda y Sebastián, fue alumna de José Maea. Luisa Rodríguez de Toro y Pérez de Estela, quien se presentó a la Exposición Nacional de Bellas Artes de 1860 con un cuadro de historia, fue alumna de Carlos Luis de Ribera. También fueron maestros de pintoras José María Avrial, Alejandro Ferrant y Vicente Palmaroli. [Cardona Suanzes, Asunción (2020), “Aficionadas, pintoras y miniaturistas en la España de la primera mitad del siglo XIX, en González Navarro, Carlos (ed.) (2020, Invitadas. Fragmentos sobre mujeres, ideología y artes plásticas en España (1833-1931). Madrid, Museo del Prado, p. 265 .Al final del siglo XIX, también impartieron clases privadas Lluisa Vidal en Barcelona y Adela Ginés en Madrid.
En Madrid, en la Escuela Especial de Pintura, Escultura y Grabado, segregada de la Academia de Bellas Artes de San Fernando pero con sede en el mismo edificio, pudieron matricularse mujeres en el curso 1878-79, aunque siguió vetándose el acceso femenino a las clases de Dibujo del Natural, Anatomía Pictórica o Colorido y Composición. La primera diplomada en una de esas asignaturas fue, en 1894, la pintora y escultora Adela Ginés.
En el curso de 1876-77 se contabilizan dos mujeres sobre ciento sesenta y cinco alumnos. En cambio, se superó ligeramente el 5 % de alumnas en el curso 1882-83, con diez mujeres sobre ciento setenta y ocho inscritos. En 1888, para acceder a los exámenes de ingreso, las «señoritas», a diferencia de los alumnos varones,  necesitaban además aportar «una certificación de haber obtenido premio en las Escuelas de Artes y Oficios.[Assier, Mathilde (2020), “Las mujeres en el sistema artístico español 1833-1931”, González Navarro, Carlos (ed.) (2020, Invitadas. Fragmentos sobre mujeres, ideología y artes plásticas en España (1833-1931). Madrid, Museo del Prado, pp. 67, n. 81.]
En 1890, con trece mujeres sobre ciento sesenta y cinco inscritos. Entre las pioneras, por citar a algunas, se encontraban: Benita Benito y Sáenz de Tejada, (1874), Joaquina Serrano (1874), Agustina Atienza de los Cobos (1877), Clementina López y Ortiz (1877), Matilde Lorenzo y González (1877), Leocadia Vázquez Figueroa y Canales (1877), Adela Ginés y Ortiz (1878), María Blond y Palos (1879), Pilar Martínez y Alonso (1879), Carmen Díaz y Argüelles (1880), Carmen Strauch y Olea (1880), Josefina Corchón y Diaque (1881), Luisa Gómez y Criado (1881) y Dolores y Vicenta Rodeiro y Boado (1881).
Hasta 1900 las jóvenes representaron una media del 3% del total de estudiantes. Al final del siglo XIX, la discriminación sexista en la enseñanza dividió a los estudiantes y a los propios maestros. En una carta interna fechada en 1886, Parada y Santín, profesor de Anatomía de 1884 a 1922, se mostró favorable a la admisión de mujeres en su curso, en respuesta a la solicitud de una estudiante. La dirección la rechazó. Durante este periodo, las alumnas tampoco fueron recibidas en el curso de Colorido y Composición, imprescindibles en una formación académica orientada hacia la pintura de historia y los grandes formatos.
En 1882 se creó en la Llotja de Barcelona una Escuela de Artes y Oficios o Escuela de Dibujo y Pintura para Niñas y Adultas con el objetivo de ofrecer a las mujeres la posibilidad de ganar dinero con las industrias artísticas y atender así a sus necesidades sin salir del ámbito doméstico. [Assier, Mathilde (2020), “Las mujeres en el sistema artístico español 1833-1931”, González Navarro, Carlos (ed.) (2020, Invitadas. Fragmentos sobre mujeres, ideología y artes plásticas en España (1833-1931). Madrid, Museo del Prado, p. 47].
En provincias, en las pequeñas o grandes ciudades, otros organismos ofrecían cursos de dibujo para «señoritas», como las Sociedades Económicas de Amigos del País, los liceos, los ateneos, los casinos o los Círculos de Bellas Artes. El Círculo de Bellas Artes de Madrid, inaugurado en 1880, proponía cursos separados por sexo.

## Becadas
A finales del siglo XIX, las pensiones se concedieron mediante concurso, según un criterio artístico o bajo demanda por cuestiones sociales. En 1881, la gallega Dolores Rodeiro recibió una pensión para estudiar en Madrid. En 1885, la Diputación de Valladolid concedió una beca de quinientas cuarenta pesetas a Marcelina Poncela para «perfeccionar el estudio de las Bellas Artes», también en Madrid. También los ayuntamientos concedieron importantes pensiones. En 1881, el de Zaragoza otorgó su primera pensión para estudios artísticos a una mujer: Agustina Atienza y Cobos, a la que ofreció mil quinientas pesetas anuales durante cuatro años. Marcelina Poncela pudo beneficiarse en 1889 de una pensión concedida por la ciudad de Valladolid, que prolongaba la recibida de la Diputación, para concluir sus estudios en Madrid.

## Pintoras y géneros artísticos
Durante el siglo XIX, muchas pintoras en España se especializaron en miniaturas (Teresa Nicolau Parody), retratos, pintura religiosa y bodegones, como otros tantos varones. Por ejemplo, en la Exposición Nacional de 1897, Sebastián Gessa obtuvo la primera medalla por un cuadro de flores y frutas.
Destacaron en el género del bodegón, Joaquina Serrano, Fernanda Francés, Emilia Menassade, Julia Alcayde y María Luisa de la Riva.
También cultivaron el desnudo (Victoria Martín del Campo, Alejandrina Gessler), las escenas costumbristas (Hèléne Feillet, Laura Díaz, Joaquina Serrano, Antonia de Bañuelos, María Luisa Puiggener) y la pintura de historia (Elena Brockmann de Llanos).

## Premios a artistas españolas en Exposiciones Nacionales y otras exposiciones oficiales
Las mujeres no obtuvieron ningún galardón en las Exposiciones Nacionales en las ediciones de 1862, 1871, 1876, 1878, 1881, 1884, 1887. En la Exposición Nacional de 1887, la concesión de premios fue objeto de vivas polémicas. El jurado destacó varios grupos de artistas, entre los que se contaban el de «las expositoras» y de «los extranjeros», a los que por reglamento no se podía conceder premios. Respecto a «las expositoras», el jurado expresó su desazón por no haber podido conceder terceras medallas a Fernanda Francés, María Luisa de la Riva, Emilia Menassade, Adela Ginés, Antonia de Bañuelos, Elena Brockmann, Inés Flórez y Margarita Arosa. [Assier, Mathilde (2020), “Las mujeres en el sistema artístico español 1833-1931”, González Navarro, Carlos (ed.) (2020, Invitadas. Fragmentos sobre mujeres, ideología y artes plásticas en España (1833-1931). Madrid, Museo del Prado, p. 68 n.107].
Ante estas protestas, finalmente se concedieron menciones honoríficas a las «artistas del bello sexo», se modificó el reglamento [Assier, Mathilde (2020), “Las mujeres en el sistema artístico español 1833-1931”, González Navarro, Carlos (ed.) (2020, Invitadas. Fragmentos sobre mujeres, ideología y artes plásticas en España (1833-1931). Madrid, Museo del Prado, pp. 68, n. 110
En 1888, se concedió una segunda medalla a Antonia de Bañuelos por su Estudio de niño sonriendo. Fue la primera mujer que recibió una medalla por una pintura en una Exposición Nacional de Bellas Artes. Ese 1890, también Fernanda Francés y Emília Coranty obtuvieron medallas, ambas de tercera clase, la primera por un Jarrón de lilas y la segunda por una Reproducción de la dalmática de Carlomagno.[Assier, Mathilde (2020), “Las mujeres en el sistema artístico español 1833-1931”, González Navarro, Carlos (ed.) (2020, Invitadas. Fragmentos sobre mujeres, ideología y artes plásticas en España (1833-1931). Madrid, Museo del Prado, p. 57]
En las Exposiciones Municipales de Barcelona la situación fue semejante. Entre 1891 y 1898, las mujeres artistas fueron alrededor del 9 % de los participantes, con una presencia mayor en el ámbito de las artes industriales, donde alcanzaron un 18 % en 1892, un 27 % en 1896, y un 30 % en 1898. En total, cuarenta y dos mujeres (7 % de los participantes) en 1891; noventa y ocho (17 %) en 1892; cincuenta y nueve (9 %) en 1894; sesenta (9 %) en 1896; y ciento veinticuatro (12 %) en 1898. Las recompensas que recibieron fueron mínimas. En 1891, con más premios a mujeres artistas de lo que había sido habitual hasta entonces, de los seis galardones otorgados a mujeres, cinco fueron para artistas extranjeras.

## Artistas españolas en exposiciones no oficiales
La escasa representación femenina también fue habitual en las exposiciones no organizadas por otras entidades (asociaciones, Sociedades Económicas de Amigos del País, galerías, etcétera). En Madrid, en la primera exposición del Círculo de Bellas Artes, en 1880, no hubo ninguna mujer; en la segunda, de 1882, figuraron cinco (Adela Crooke y Guzmán, María Luisa de la Riva, Clara Lengo, Fernanda Francés y Elena España) con una acuarela, platos pintados, estudios y flores,[Assier, Mathilde (2020), “Las mujeres en el sistema artístico español 1833-1931”, González Navarro, Carlos (ed.) (2020, Invitadas. Fragmentos sobre mujeres, ideología y artes plásticas en España (1833-1931). Madrid, Museo del Prado, pp. 68, n. 110].

## Artistas españolas en cargos en instituciones artísticas
Entre los doscientos cincuenta y siete fundadores del Círculo de Bellas Artes de Madrid en 1880, no hubo ninguna mujer. En el Cercle Artístic de Barcelona, solo una mujer, Caterina Albert, figuró entre los socios de honor, de mérito y los protectores entre 1886 y 1930. [Assier, Mathilde (2020), “Las mujeres en el sistema artístico español 1833-1931”, González Navarro, Carlos (ed.) (2020, Invitadas. Fragmentos sobre mujeres, ideología y artes plásticas en España (1833-1931). Madrid, Museo del Prado, p. 60].

## Obras de artistas mujeres delsigloXIXen colecciones públicas
En 1900, en el catálogo provisional del Museo de Arte Moderno las mujeres artistas constituían el 3,5 % de los pintores presentes en las colecciones, el 1,7 % de los escultores, el 0 % de los acuarelistas, y el 25 % de los copistas. De doscientos treinta y cuatro pintores, solo ocho son pintoras: Rosa Bonheur, Elena Brockmann, Marguerite Carpentier, Fernanda Francés, Adela Ginés y Ortiz, Maria Lebrun, Emilia Menassade y María Luisa de la Riva. De cuatro copistas, solo una mujer: Emília Coranty. Y entre cincuenta y ocho escultores, solo una mujer, Adela Ginés y Ortiz.
En 1926, el catálogo del Museo de Arte Contemporáneo de Barcelona contaba un 3 % de pintoras y un 1 % de escultoras. Las compras efectuadas en exposiciones habían sido muy escasas: una obra en 1891, ninguna en 1892, una en 1894, ninguna en 1896, y una en 1898. [Francisco Guasch y Homs y Esteban Battle Ametlló, Catálogo del Museo de Arte Contemporáneo, Barcelona, Junta de Museos de Barcelona, 1926]. Comparativamente, esta infrarrepresentación no difería del panorama internacional. Por ejemplo, en 1892 las colecciones contemporáneas del parisino Musée du Luxembourg incluían un 1,8 % de pintoras, un 1,5 % de escultoras y un 11 % de dibujantes y miniaturistas [Catalogue Musée National du Luxembourg, 1892]. [Assier, Mathilde (2020), “Las mujeres en el sistema artístico español 1833-1931”, González Navarro, Carlos (ed.) (2020, Invitadas. Fragmentos sobre mujeres, ideología y artes plásticas en España (1833-1931). Madrid, Museo del Prado, pp. 59].

## Exposiciones feministas
Al final del siglo XIX se celebraron exposiciones colectivas de mujeres artistas en prestigiosas galerías, como las cuatro muestras dedicadas a las mujeres en la Sala Parés (1896, 1897, 1898 y 1900), y la «exposición feminista» del Salón Amaré, en Madrid, en 1903.
La primera exposición femenina de la Sala Parés acogió a un centenar de artistas que presentaron más de doscientas obras. En las exposiciones posteriores, el número de participantes disminuyó. Algunas de las artistas que participaron en ellas fueron Emília Coranty, Antònia Ferreras, Laura García de Giner, Eloísa Garnelo, Maria Lluïsa Güell, María de la Visitación Ubach, Pepita Mirabent, Júlia Puiggarí, María Luisa de la Riva, Joana Soler y Pepita Teixidor. En la lista de artistas confirmadas se mezclaban las reconocidas con las diletantes. [Assier, Mathilde (2020), “Las mujeres en el sistema artístico español 1833-1931”, González Navarro, Carlos (ed.) (2020, Invitadas. Fragmentos sobre mujeres, ideología y artes plásticas en España (1833-1931). Madrid, Museo del Prado, p. 61

## Artistas españolas en organizaciones y exposiciones feministas internacionales
Desde mediados del siglo XIX se fundaron asociaciones con el fin de promover a las artistas: la Society of Female Artists en Londres (1855), la Verein der Berliner Künstlerinnen en Berlín (1867), el Cercle des Femmes Peintres en Bruselas (1888), el Woman’s Art Club of New York en Nueva York (1889), o el Koło Artystek Polskich en Cracovia, o la Unión des Femmes Peintres et Sculpteurs (UFPS), a la que pertenecieron María Luisa de la Riva y Pepita Teixidor. Esas asociaciones propiciaron las exposiciones oficiales de artistas consagradas a las mujeres, como los Pabellones de Mujeres en las Exposiciones Universales de Filadelfia (1876) y Chicago (1893) –en esta última Emília Coranty obtuvo una medalla de plata. [Assier, Mathilde (2020), “Las mujeres en el sistema artístico español 1833-1931”, González Navarro, Carlos (ed.) (2020, Invitadas. Fragmentos sobre mujeres, ideología y artes plásticas en España (1833-1931). Madrid, Museo del Prado, pp. 60-61].

## Artistas españolas y residentes en España delsigloXIX
De las artistas que no constan fecha de nacimiento y defunción ha quedado constancia documental de su participación y obtención de premios en Exposiciones Nacionales y Provinciales, y en otras instituciones privadas.
- Abaitua Allende-Salazar, Eulalia (Bilbao, 1853 -1943) fotógrafa
- Acuña, Luisa
- Agüero, María
- Aguilar, Catalina
- Aguilar, Fuensanta
- Aguilera de Roldán, Francisca
- Alarcón, Julia
- Alba y Fernández de la vega, Asunción
- Alcalá, María
- Alcalá Cano, Aurora
- Aldamar de Alvarado, Luisa
- Alonso y Herreros, Paula
- Alonso Peñas, Esperanza
- Álvarez, Marta
- Álvarez Durán, Cipriana
- Ascaso de Moncasi, Ana (h. 1820-act. 1862)
- Ascot y Porcar, Rosa
- Atienza y Cobos, Agustina (Ceuta,26 de junio de 1860 – Madrid, 1 de abril de 1915)
- Avrial y Gorrity, Dolores
- Aznar y Sanjurjo, Julia
- Azpiroz, María
- Bandini, Josefa
- Barrantes, Carmela
- Brockmann de Llanos, Elena (1867-1946)
- Carmena, Emilia (1823-1900)
- Crespo de Reigón, Asunción (1816-1885)
- De Ajuria e Idígoras, Rosario
- De Bañuelos Thorndike, Antonia (1855-1921)
- Del Castillo y Díaz, Carolina (1867-1933)
- De la Riva y Callol-Muñoz, María Luisa (1859-1926)
- De Sotomayor, Pilar, Mª josefa, Mª del Carmen y Mª Rosario
- De Urrutia, Ana (1812-1850)
- Escobedo de Mayans, Concepción
- España y Gargollo, Elena
- Feillet, Hélène (1812-1889)
- Falcón y Marín, Emilia
- Figuera y Martínez, Concepción (pseudónimo "lLuis Jarmig". (Madrid, c.1860 - 1926)
- Flórez,Inés (París, c.1865 - Palma, 1935)
- Francés, Fernanda (1860-1938)
- Garrido, María Soledad
- Ginés y Ortiz Adela (1847-1918)
- Guyot, Carolina
- López y López, Emilia
- Lozano y Martínez,Tomasa (Madrid, circa 1860 - Madrid, 1893)
- Janer y Ferrant, María Nieves
- López Castrillo, Flora (Madrid, 1876-doc. hasta 1948)
- Madasú, Teresa (Zaragoza, c. 1855 - Madrid, 11 de marzo de 1917)
- Madrona y Elorriaga, Joaquina
- Maglioli y Coudón, Paulina
- Marchiori, María Luisa
- Martín del Campo, Victoria (1794-1869)
- Miret y González, Enriqueta
- Nicolau Paroy, Teresa (1817-1895)
- Núñez y López,Trinidad
- Pérez-Peix, María (Barcelona, 1879-Vilanova y la Geltrú, 1972)
- Puiggener, Luisa (1867-1921)
- Rosales, Carlota (1872-1958)
- Rostán, Adriana (1830-1889)
- Rovira y Arrasate, María Pilar
- Sánchez Pescador y Huertas, Cecilia
- Serrano, Joaquina (1857-1887)
- Teixidor, Josefa (1875-1914).
- Vidal, Lluisa (1876-1918)
- Villarroya, Emilia
- Weiss, Rosario (1814-1843)